# Chiara Gambacorta
Chiara Gambacorta o Gambacorti (Florència, 1362 - Pisa, 17 d'abril de 1419) fou una jove d'una poderosa família pisana, monja i abadessa dominica. És venerada com a beata per l'Església catòlica.

## Biografia
Nasqué al si de la família Gambacorti o Gambacorta, important família mercantil de la Toscana, alguns membres de la qual havien estat senyors de Pisa; el seu pare, Pietro Gambacorta, havia estat expulsat de Pisa i Chiara nasqué probablement a Florència el 1362. Anomenada per tothom Tora, degué ser batejada amb el nom de Teodora o Vittoria. El 1369, i potser abans, la família ja era a Pisa; el seu pare projectà que la filla fes un matrimoni que afavorís la posició financera i política familiar, i la casà, només amb dotze anys, amb Simone Massa. Tres anys després, Simone morí i la jove vídua refusà un nou matrimoni.
Seguint l'exemple i el consell de Caterina de Siena, a qui havia conegut el 1375 a Pisa, volgué fer-se religiosa. Es conserven cartes de Santa Caterina a Tora Gambacorta que l'animen a dedicar-se a la pregària i la lectura pietosa, com també als treballs manuals per ocupar el temps de lleure. Ella decideix de retirar-se a un monestir de clarisses, sense ingressar a l'orde, encara. La seva família, però, s'hi oposava i els seus germans la forçaren a deixar el monestir i la tancaren a casa durants mesos. Finalment, la família es resignà i Tora Gambacorta ingressà al monestir de monges dominiques de Santa Croce, on va fer els vots i prengué el nom de Sor Chiara.
Quan Gregori XI deixà Avinyó i tornà a Roma, el gener de 1377, Pietro Gambacorta l'acollí a casa seva, amb Caterina de Siena que l'acompanyava, al seu pas per Livorno. Novament senyor de Pisa, Pietro va fer construir un monestir a Pisa, dedicat a Domènec de Guzmán, per a la seva filla, i cridà Caterina de Siena perquè tornés a visitar Pisa; la santa sienesa, malalta, no ho podia acceptar i li escrigué una carta d'agraïment, on instava Pietro Gambacorta a corregir el seu estil de vida i ésser millor cristià.
Mentrestant, Chiara esdevingué abadessa del convent i convertí la comunitat en un centre actiu de difusió de la reforma observant de l'orde. El 1392, una revolta a Pisa, amb el suport dels Visconti de Milà, derrocava Gambacorta del poder i Giacomo Appiano matava Pietro i els seus fills Benedetto i Lorenzo. Aquest, perseguit pels seus enemics, va cercar refugi al convent de San Domenico, però acceptar-lo hauria trencat la clausura estricta i Chiara, com a abadessa, posà per davant el seu deure i el bé de la comunitat; en no deixar que entrés, el seu germà fou mort pels enemics que arribaren.
L'herència del seu pare li serví perquè el convent esdevingués un centre d'acolliment per a pobres i necessitats. Poc després, Chiara caigué greument malalta i estigué a punt de morir: demanà llavors que l'assassí dels seus parents li enviés un plat de la seva taula. L'esposa d'Appiano envià llavors al convent un cistell de pa i fruita, i en menjar-ne el pa, Chiara es recuperà de la malaltia, simbolitzant així el perdó envers l'assassí, com també havia fet el seu germà, també religiós, Pietro Gambacorta. No gaire més tard, Appiano fou derrocat i mort, i la seva vídua i filles, perseguides, foren acollides per Clara al convent, sense cap senyal de rancúnia per part de la monja.
La seva virtut i el lliurament envers el proïsme feren que fos tinguda per una santa en vida. Quan morí, el 1419, el cor de monges cantà el Gloria en comptes del Requiem. Sebollida al monestir de San Domenico, començà a ésser venerada. El 1830, Pius VIII en confirmà el culte tradicional com a beata.

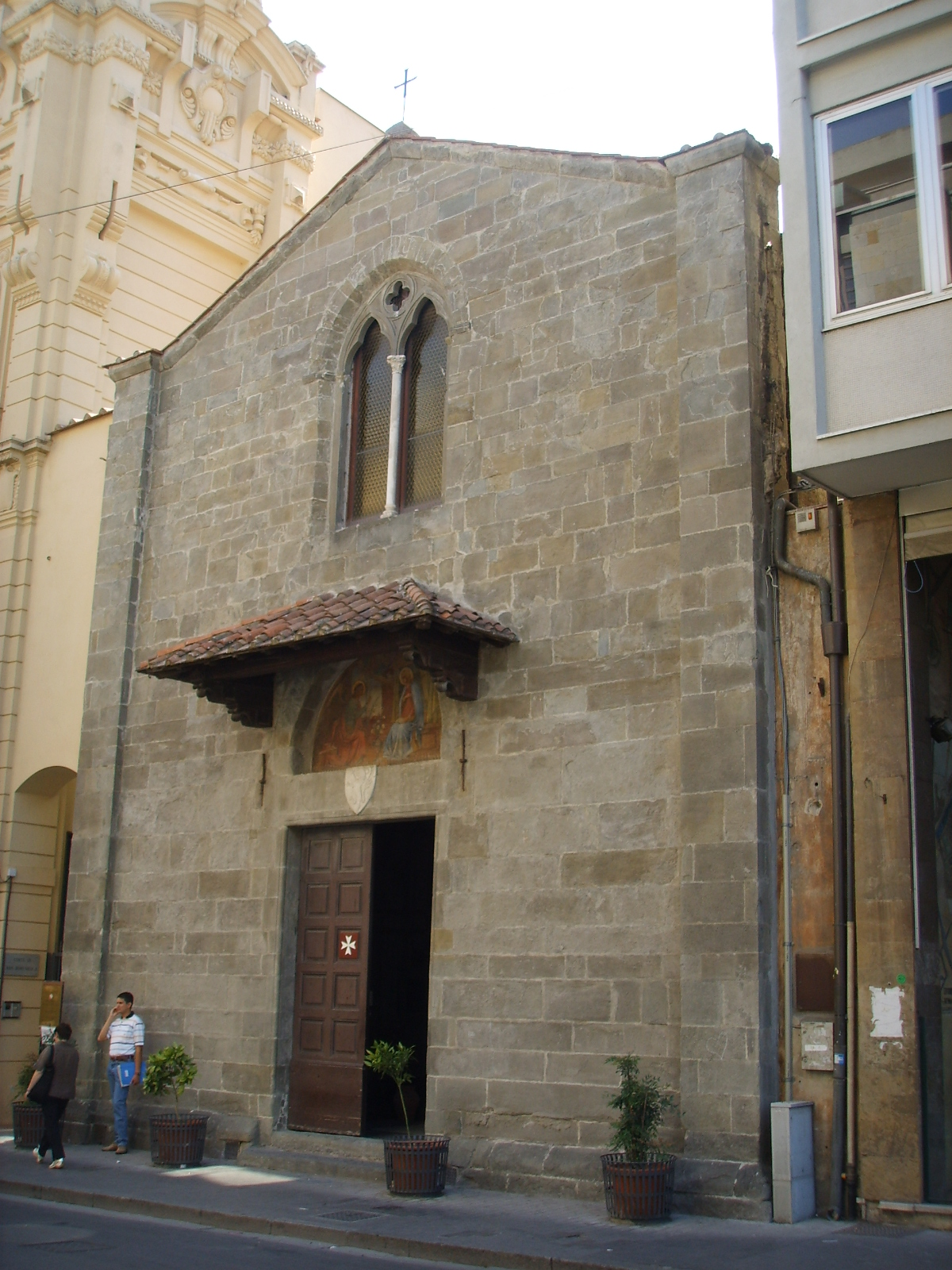
Església de San Domenico de Pisa, façana de 1385
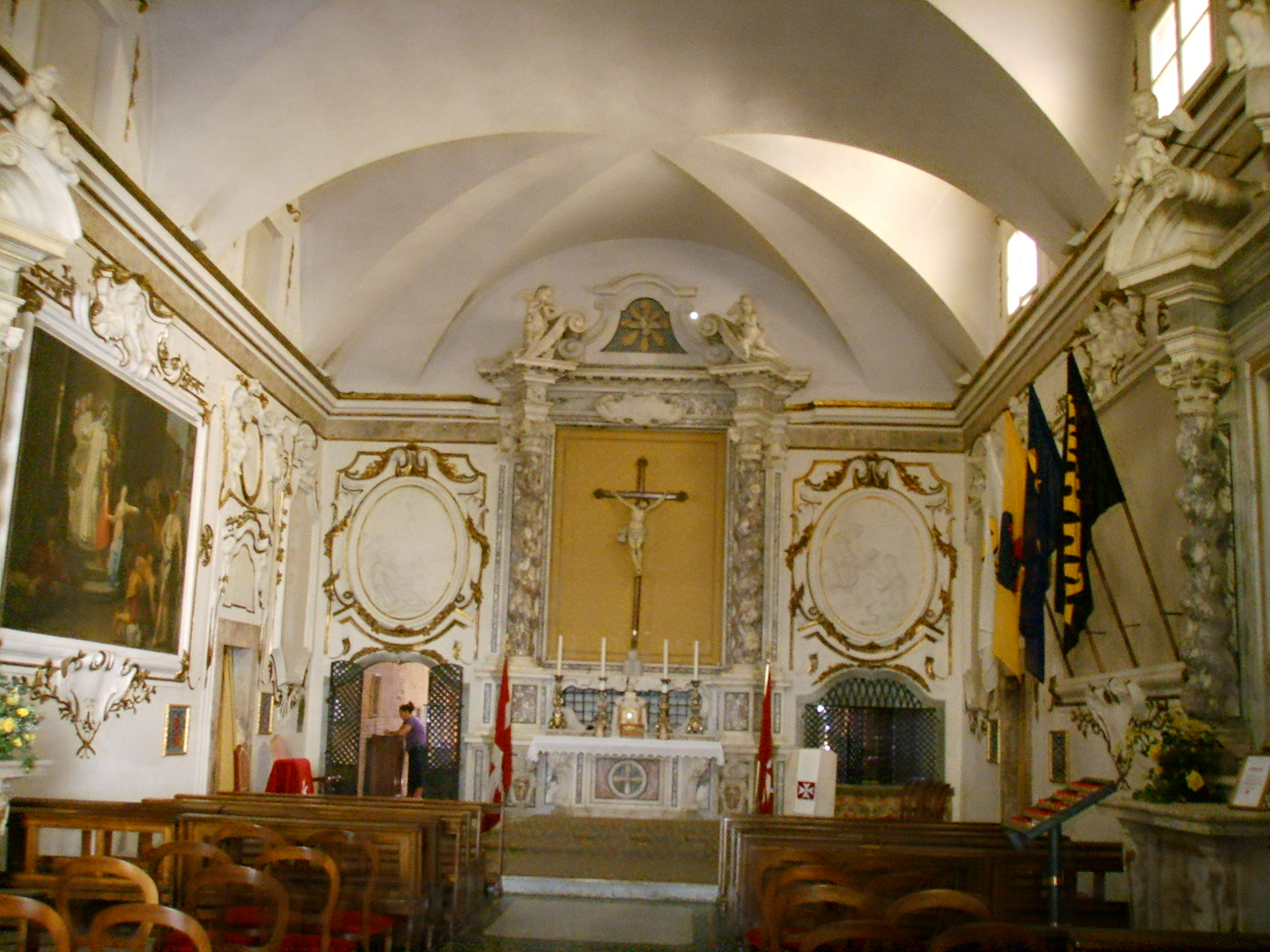
Interior de S. Domenico, on és sebollida la beata
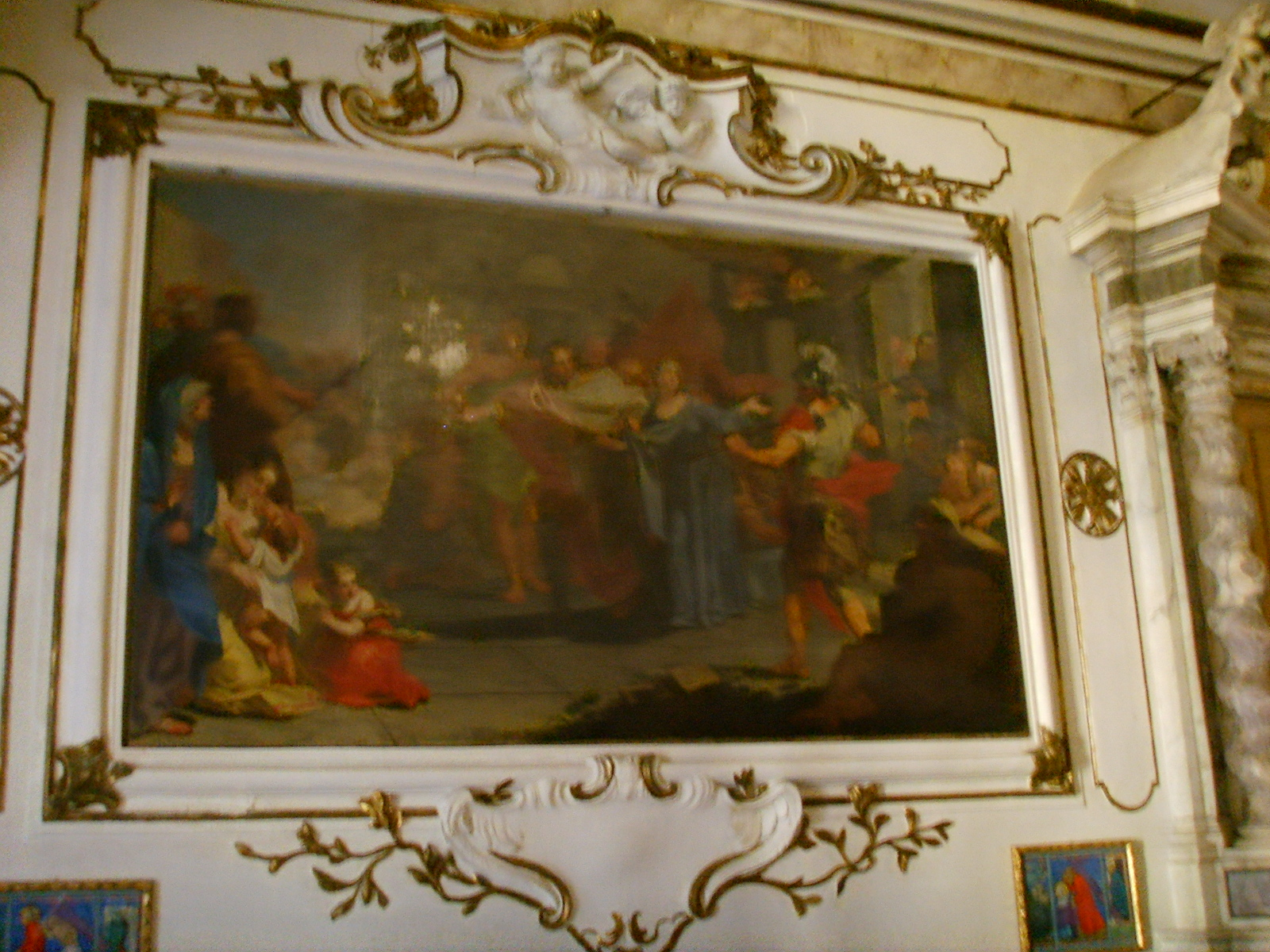
Els germans de Chiara se l'enduen del convent de clarisses, per G. Battista Tempesti, 1782 (Pisa, San Domenico)
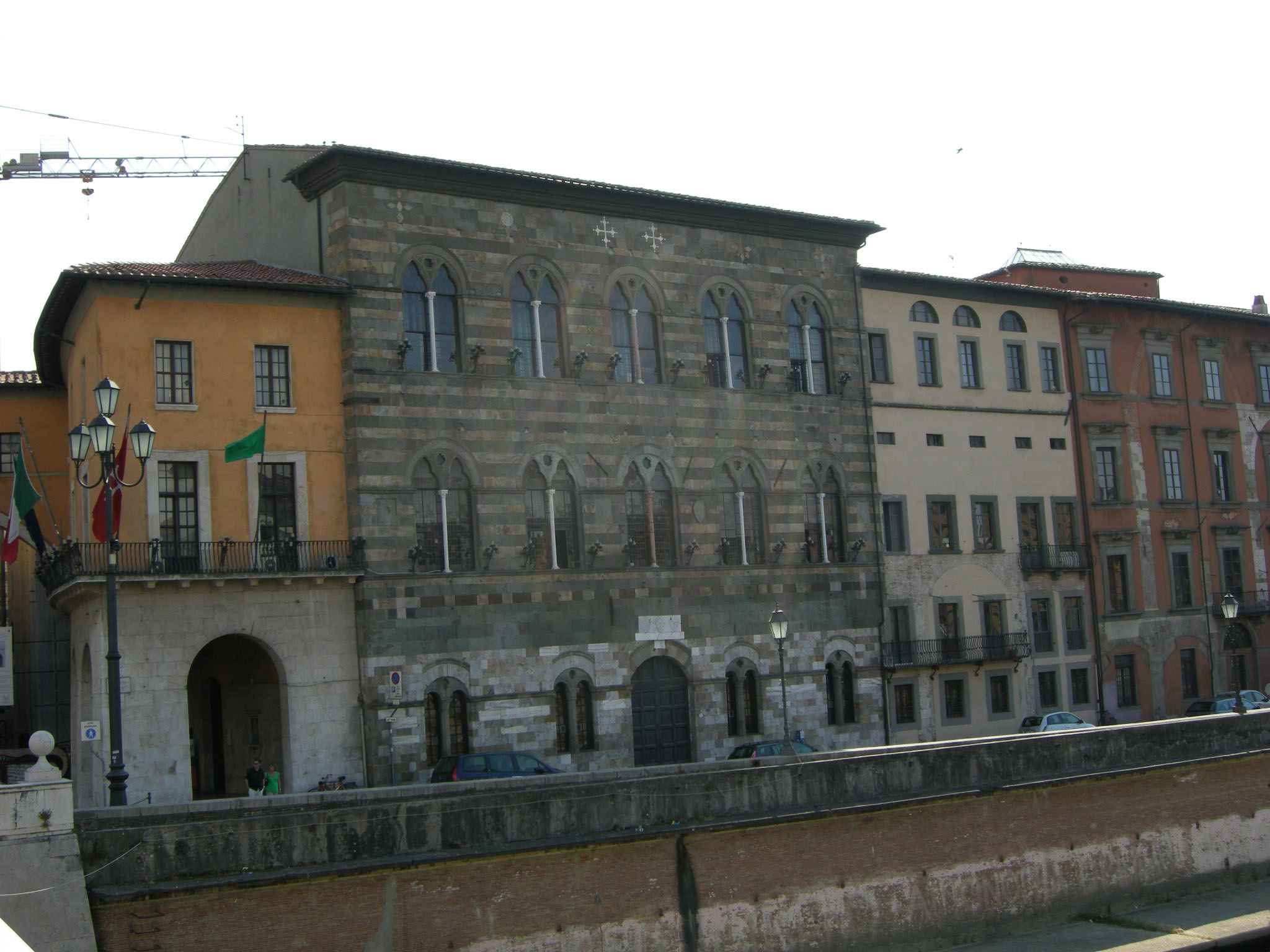
Palau dels Gambacorta  a Pisa
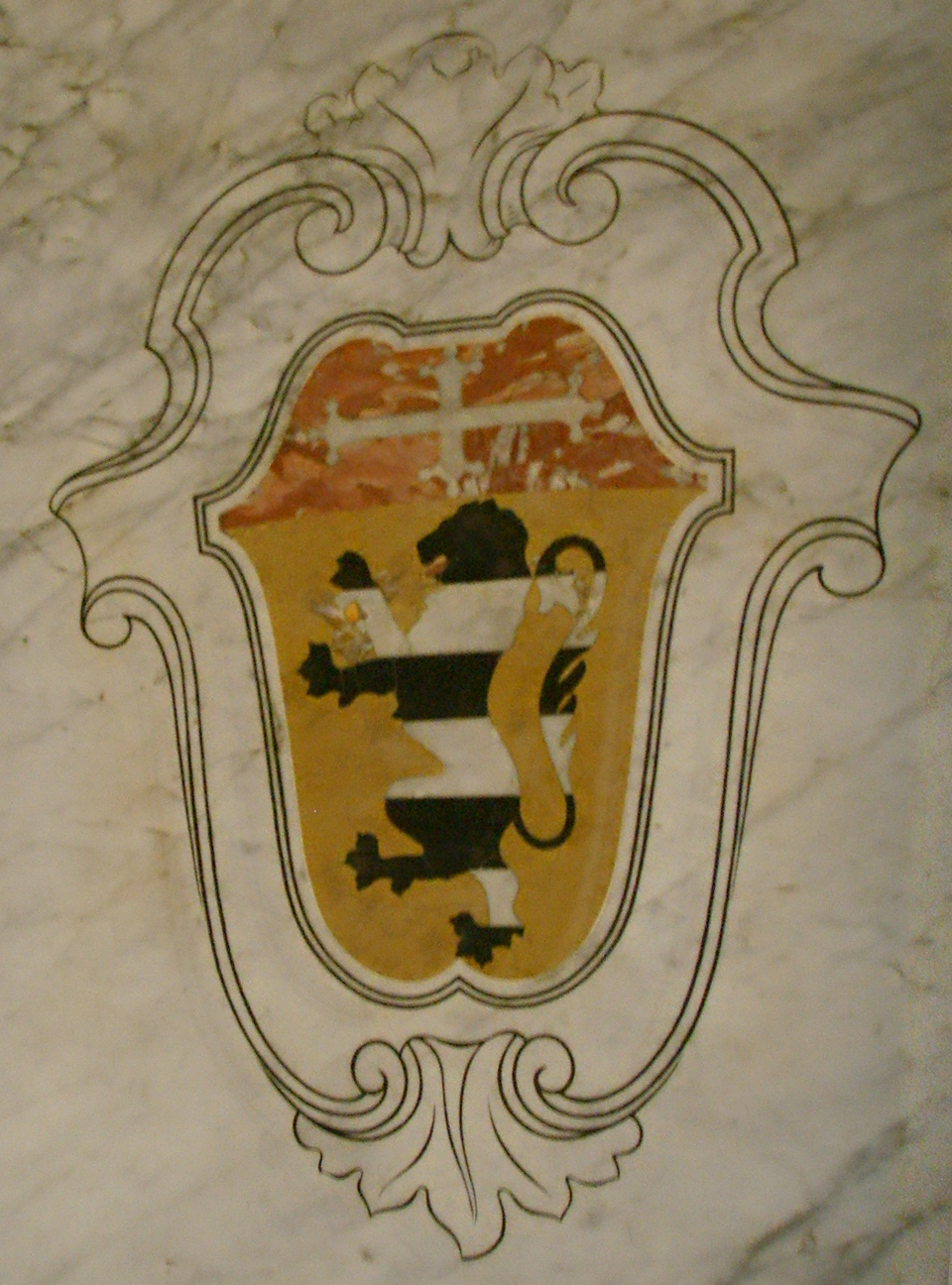
Blasó dels Gambacorta (San Domenico)